# Продовольча криза (2022)
У 2022 році відбулося стрімке зростання цін на продукти харчування та дефіцит продуктів харчування у всьому світі. Наростаючі кризи в різних частинах світу були викликані геополітичними, економічними та природними причинами, такими як сильна спека, повені та посуха, спричинені зміною клімату. Кризи слідують за продовольчою безпекою та економічними кризами під час пандемії COVID-19.
Після початку російського вторгнення в Україну в 2022 році Продовольча і сільськогосподарська організація, а також інші спостерігачі на ринках продовольчих товарів попереджали про обвал постачання продовольства та зростання цін. Велика частина занепокоєння пов’язана з нестачею поставок основних сільськогосподарських культур, таких як пшениця, кукурудза та насіння олійних культур, що може призвести до зростання цін. Вторгнення також призвело до підвищення цін на паливо та пов’язані з ним добрива, що спричинило подальший дефіцит продовольства та зростання цін.
Ще до війни в Україні ціни на продукти харчування вже були на рекордно високому рівні: станом на лютий 2022 року ціни на продукти харчування зросли на 20% за даними Продовольчої та сільськогосподарської організації. У березні війна збільшила ціни ще на 40% порівняно з попереднім роком. Очікується, що складні проблеми, включаючи COVID-19, російське вторгнення в Україну та неврожаї, пов’язані з кліматом, перевернуть глобальні тенденції щодо зменшення голоду та недоїдання. Деякі регіони, такі як Східна Африка та Мадагаскар, уже відчували посуху та голод через збої сільськогосподарської системи та зміни клімату, і, як очікується, підвищення цін погіршить ситуацію. Навіть країни Глобальної Півночі, які зазвичай мають безпечні постачання продовольства, такі як Сполучене Королівсто та США, починають відчувати прямий вплив інфляції витрат через відсутність продовольчої безпеки. Деякі аналітики назвали підвищення цін найгіршим з часів світової кризи цін на продукти харчування 2007–2008 років.

## Передумови
Пандемія COVID-19 суттєво порушила ланцюги постачання харчових продуктів у всьому світі, порушивши канали розподілу на етапах споживання та розподілу харчової промисловости. Зростання цін на паливо та транспорт ще більше ускладнювало розподіл, оскільки продукти харчування конкурували з іншими товарами.
У той же час значні повені та хвилі спеки в 2021 році знищили основні сільськогосподарські культури в Північній Америці, Латинській Америці та Європі.

## Причини

### Вторгнення в Україну
Ціни на пшеницю підскочили до найвищих цін з 2008 року у відповідь на атаки 2022 року. На момент вторгнення Україна була четвертим за величиною експортером кукурудзи та пшениці, а також найбільшим експортером соняшникової олії у світі, причому Росія та Україна разом відповідали за 27% світового експорту пшениці та 53% світового експорту соняшнику та насіння. Голова Всесвітньої продовольчої програми Девід Бізлі попередив у березні, що війна в Україні може вивести глобальну продовольчу кризу на «рівень, що перевищує будь-який рівень, який ми бачили раніше». Потенційний збій глобальних поставок пшениці може посилити триваючу голодну кризу в Ємені, Афганістані та Східній Африці. Президент Американської асоціації пекарів попередив, що ціна на все, що виготовляється із зерна, почне зростати, оскільки всі ринки зерна взаємопов’язані. Головний економіст з питань сільського господарства Wells Fargo заявив, що Україна, ймовірно, буде сильно обмежена у своїх можливостях висаджувати сільськогосподарські культури навесні 2022 року і втратити сільськогосподарський рік, а ембарго на російські врожаї призведе до більшої інфляції цін на продукти харчування. Відновлення можливостей рослинництва може зайняти роки навіть після припинення бойових дій.
Підвищення цін на пшеницю в результаті конфлікту напружило африканські країни, такі як Єгипет, які сильно залежать від російського та українського експорту пшениці, і викликало побоювання соціальних заворушень. Щонайменше 25 африканських країн імпортують третину своєї пшениці з Росії та України, а 15 з них імпортують більше половини з цих двох країн. 24 лютого китайський уряд оголосив, що скасовує всі обмеження на російську пшеницю в рамках угоди, яка була досягнута раніше в лютому; South China Morning Post назвала це потенційним «рятівним колом» для російської економіки. 4 березня Продовольча і сільськогосподарська організація ООН (FAO) повідомила, що світовий індекс цін на продовольство досяг історичного максимуму в лютому, збільшившись на 24% у порівнянні з минулим роком. Більшість даних для лютневого звіту було зібрано до вторгнення, але аналітики стверджують, що тривалий конфлікт може мати серйозний вплив на експорт зерна.
30 березня на засіданні ООН заступник держсекретаря Сполучених Штатів Венді Шерман заявила, що вторгнення Росії в Україну 2022 року, включаючи морську блокаду українських морських портів і збройні напади на цивільні вантажні судна, спричинило критичний дефіцит продовольства в Україні. Україна зі світовими розгалуженнями.

### Кліматичні кризи
Численні спеки, повені та посухи в період з 2020 по 2022 роки значно зашкодили світовим запасам продовольства та запасам. Ці погодні явища, пов’язані зі зміною клімату, зробили продовольчу систему менш стійкою до таких потрясінь, як війна в Україні. Світові запаси пшениці були надзвичайно низькими на початку 2022 року через ці погодні явища.

#### Східноафриканська посуха
Посуха в Східній Африці почалася в 2021 році і ще більше посилилася в 2022 році, частково спричинена наступаючим Ла-Нінья в 2022 році. Три сезони дощів провалилися в регіоні Африканського Рогу, знищивши посіви та вбивши великі стада худоби. ООН визначила 20 мільйонів людей, яким загрожує голод. Посуха загинула як дика природа, так і худоба. Регіон є особливо вразливим, оскільки екстремальний вологий сезон спричинив зараження сараною у 2019–2021 рр., яке знищило великі райони посівів.На початку жовтня 2021 року, майже через рік після початку війни Тиграя, Марк Лоукок, який очолював OCHA під час війни Тигре, заявив, що федеральний уряд Ефіопії свідомо морить Тиграя голодом, «провів складну кампанію, щоб припинити надходження допомоги» та що була «не просто спроба заморити голодом шість мільйонів людей, а спроба приховати те, що відбувається». 

#### Європейська екстримальна погода
Посухи в Іспанії та Португалії на початку 2022 року призвели до прогнозів 60-80% втрат посівів у деяких районах. Величезна кількість опадів у березні та на початку квітня 2022 року на материковій частині Іспанії надала допомогу, але не повністю скасувала поточну метеорологічну посуху. Плодові культури на більшій частині Європи були пошкоджені хвилею холоду, яка спричинила замерзаючий дощ, заморозки та сніг під час початку бутонізації, після періоду не по сезону ранньої теплої погоди.

#### Теплова хвиля Південного конуса
Спека, яка глибоко вплинула на Аргентину, Уругвай, Парагвай та Південну Бразилію, спричинила зниження врожайности кукурудзи, сої та інших ключових зернових, що призвело до значного зростання світових цін на сировину. Спека ще більше посилила і без того сухий сезон у більшій частині регіону. 

#### Австралійські повені
Сильна повінь у Новому Південному Уельсі в лютому 2022 року спричинила повне знищення посівів сої та рису та 36% виробництва горіхів макадамії. Стада тварин та сільськогосподарська інфраструктура також зазнали серйозної шкоди від повені, яка стала третім великим стихійним лихом для сільського господарства регіону.

### Збої ланцюга поставок
У КНР постійні карантинні заходи в рамках політики нульового поширення COVID-19 суттєво зменшили основні сільськогосподарські ресурси для виробництва важливих зернових культур.

## Ефекти за регіонами

### Афганістан
Підвищення цін, пов'язане з вторгненням Росії в Україну, може погіршити економічну кризу в Афганістані після виходу США. За даними ООН, 4,4 мільярда доларів на оплату збільшення витрат на харчування, при цьому експерти з прав людини закликають США розблокувати активи центрального банку Афганістану, щоб послабити гуманітарну кризу.

### Європа
Енергетична криза в Європі, викликана російським вторгненням в Україну в 2022 році, спричинила значне зростання цін на європейські мінеральні добрива та харчову промисловість. За словами Джулії Міхан, керівника відділу добрив фірми ICIS, «ми бачимо рекордні ціни на кожен тип добрив, які значно вище за попередні максимуми 2008 року. Це дуже, дуже серйозно. Люди не усвідомлюють, що 50% їжі в світі покладається на добрива».

### Індія
Хоча попередні звіти та політика уряду після підвищення цін на пшеницю в Україні свідчили про те, що Індія має хороші можливості для експорту більшої кількости пшениці, до кінця квітня хвиля спеки, яка, за прогнозами, призведе до зниження врожаю, підвищення місцевих цін і підвищення цін на добрива, прогнозується дефіцит, а не ринок, сприятливий для експорту.  Зменшення врожаю значною мірою було викликано хвилею спеки в Індії 2022 року, яка, як очікується, суттєво знизить урожай пшениці, вбиваючи рослини протягом останніх тижнів, коли вони зазвичай ростуть.

### Індонезія
Будучи свідком екстремального зростання цін на кулінарну олію, що викликало студентські протести та інші громадянські заворушення, національний уряд Індонезії заборонив експорт пальмової олії. Як найбільший виробник пальмової олії та зі зниженням врожаю у другому за величиною виробнику та сусідній Малайзії, заборона спричинила серйозні порушення глобального ланцюга поставок та ще більше посилила зростання цін, викликане втратою російського та українського експорту олії та невдачею посіви сої в Південній Америці.

### Східна Африка
Очікувалося, що підвищення цін на певні основні продукти, такі як пшениця, найбільше вплине на такі країни, як Єгипет, Туреччина та Сомалі в країнах Близького Сходу і Східної Африки, які значною мірою залежать від імпорту пшениці з України та Росії. Очікується, що це ще більше вплине на ціни на регіональних продовольчих ринках, таких як Етіопія, Кенія, Сомалі та Південний Судан.
Зміни на продовольчому ринку, викликані російським вторгненням в Україну, ще більше загострили існуючі проблеми з посухою на і без того вразливому Африканському Рогу. У лютому Всесвітня продовольча програма та ЮНІСЕФ вже прогнозували розриви в харчуванні та голоді для тринадцяти мільйонів людей у Східній Африці. До березня ООН збільшила це число до 20 мільйонів людей.

### Північна Америка
Північна Америка вже відчувала значні недоліки та проблеми з ланцюгом поставок, пов’язані з посухою в Північній Америці 2020–2022 років та глобальною кризою ланцюга поставок 2021–2022 років.

### Західна Африка
Oxfam, ALIMA та Save the Children попередили, що продовольча криза в Західній Африці може вплинути на 27 мільйонів людей, особливо в Буркіна-Фасо, Нігері, Чаді, Малі та Нігерії.

## Відповіді

### Сполучені Штати
Адміністрація Байдена відповіла на зростаючий дефіцит у квітні, намагаючись збільшити сільськогосподарське виробництво в США. Спільнота політики США була стурбована Китаєм чи іншими країнами, які заповнюють продовольчий пробіл. Перешкоди в Конгресі США перешкодили новому фінансуванню та ресурсам для криз. Група із 160 правозахисних груп кинула виклик скороченням фінансування програм USDA адміністрацією Байдена та Конгресом.